# Kabinett Barschel II
Das Kabinett Barschel II bildete vom 13. April 1983 bis zum 2. Oktober 1987 die Landesregierung von Schleswig-Holstein. In das Ende der Legislaturperiode fiel die Barschel-Affäre, in deren Verlauf Uwe Barschel tot in einem Genfer Hotel aufgefunden wurde.
| Amt                                    | Name                                           | Partei | Partei | Staatssekretäre                                                |
| -------------------------------------- | ---------------------------------------------- | --- | ------ | -------------------------------------------------------------- |
| Ministerpräsident                      | Uwe Barschel (1944–1987)                       | | CDU    | Hanns-Günther Hebbeln                                          |
| Stellvertreter des Ministerpräsidenten | Henning Schwarz (1928–1993)                    | | CDU    |                                                                |
| Inneres                                | Karl Eduard Claussen (1930–2012)               | | CDU    | Hans-Joachim Knack                                             |
| Finanzen                               | Roger Asmussen (1936–2015)                     | | CDU    | Carl Hermann Schleifer                                         |
| Wirtschaft und Verkehr                 | Jürgen Westphal (* 1927) bis 16. Dezember 1985 | | CDU    | Hans Nebel bis 30. Juni 1983 Gerd Keussen ab 1. Juli 1983      |
| Wirtschaft und Verkehr                 | Manfred Biermann (1935–2022) bis 9. Juni 1987  | | CDU    | Hans Nebel bis 30. Juni 1983 Gerd Keussen ab 1. Juli 1983      |
| Wirtschaft und Verkehr                 | Roger Asmussen ab 9. Juni 1987                 | | CDU    | Hans Nebel bis 30. Juni 1983 Gerd Keussen ab 1. Juli 1983      |
| Kultus                                 | Peter Bendixen (1943–2007)                     | | CDU    | Kurt Boysen bis 30. April 1985 Wolfgang Clausen ab 1. Mai 1985 |
| Kultus                                 | Peter Bendixen (1943–2007)                     | Parlamentarischer Staatssekretär für Jugend und Sport: Otto Bernhardt 25. April 1983 bis 31. Juli 1984 Max Stich ab 1. August 1983 | CDU    |                                                                |
| Ernährung, Landwirtschaft und Forsten  | Günter Flessner (1930–2016)                    | | CDU    | Sönke Traulsen                                                 |
| Justiz                                 | Henning Schwarz bis 16. Dezember 1985          | | CDU    | Georg Poetzsch-Heffter                                         |
| Justiz                                 | Heiko Hoffmann (* 1935) ab 16. Dezember 1985   | | CDU    | Georg Poetzsch-Heffter                                         |
| Soziales                               | Ursula Gräfin von Brockdorff (1936–1989)       | | CDU    | Karl Treml                                                     |
| Soziales                               | Ursula Gräfin von Brockdorff (1936–1989)       | Parlamentarischer Staatssekretär für Familie und soziale Verbände: Annemarie Schuster ab 25. April 1983                            | CDU    |                                                                |
| Bundesangelegenheiten                  | Henning Schwarz                                | | CDU    |                                                                |